# جون جاي فينكلر
جون جاي فينكلر (بالإنجليزية: John J. Winkler)‏ هو عالم لغوي كلاسيكي وأستاذ جامعي أمريكي، ولد في 11 أغسطس 1943 في سانت لويس في الولايات المتحدة، وتوفي في 26 أبريل 1990 في بالو ألتو في الولايات المتحدة.